# Lerești
Lerești – wieś w Rumunii, w okręgu Ardżesz, w gminie Lerești. W 2011 roku liczyła 2550 mieszkańców.